# Seladerma convexum
Seladerma convexum är en stekelart som beskrevs av Walker 1834. Seladerma convexum ingår i släktet Seladerma och familjen puppglanssteklar. Arten är reproducerande i Sverige. Inga underarter finns listade i Catalogue of Life.